# فیشهاوک (فلوریدا)
فیشهاوک (به انگلیسی: FishHawk) یک محدوده ثبت‌نشده و حوزه سرشماری در ایالات متحده آمریکا است که در شهرستان هیلزبرو، فلوریدا واقع شده‌است. فیشهاوک ۴۲٫۴ کیلومتر مربع مساحت و ۱۴٬۰۸۷ نفر جمعیت دارد و ۱۹ متر بالاتر از سطح دریا واقع شده‌است.